# Saurauia natalicia
Saurauia natalicia là một loài thực vật có hoa trong họ Dương đào. Loài này được Sleumer miêu tả khoa học đầu tiên năm 1934.